# Station Ebersheim
Station Erbersheim is een spoorwegstation in de Franse gemeente Ebersheim.
Het wordt bediend door treinen van de TER Grand-Est.